# Janos (municipi)
Janos és un municipi de l'estat de Chihuahua. Janos és el cap de municipi i principal centre de població d'aquesta municipalitat. Aquest municipi és a la part sud de l'estat de Guerrero. Limita al nord amb els municipis de Guachochi, al sud amb Batopilas, a l'oest amb Riva Palacio i a l'est amb Cusarare.